# .um
.um era el domini de primer nivell territorial (ccTLD) de les Illes d'Ultramar Menors dels Estats Units. Va ser administrat pel Registre de les Illes Perifèriques Menors dels Estats Units. Fins a finals del 2006, l'USMIR es va allotjar a l'Institut de Ciències de la Informació de la Universitat del Sud de Califòrnia (USC-ISI), que va ser l'administrador original de .us abans que NeuStar absorbís aquest paper.
El gener de 2007, la Corporació d'Internet per a l'Assignació de Noms i Números va eliminar el domini .um de la llista mestra de noms de domini en resposta al fet que el domini no s'utilitzava i al desig de la USC-ISI de desprendre's de la responsabilitat del domini. El novembre de 2007, al lloc web del registre www.nic.um, un missatge deia "El registre està TANCAT en aquest moment. Només acceptem comptes de registrador". També es van proporcionar enllaços a una breu descripció de cadascuna de les illes americanes individuals. El desembre de 2007, es va obrir el registre de manera experimental amb una tarifa de "manteniment anual del compte" de 1.200 dòlars i un registre anual de domini de 30 dòlars.
Des que la USC-ISI es va desprendre d'aquest registre, a finals del 2006, EP. NET va allotjar USMIR i va continuar administrant-lo. Segons el lloc web www.nic.um en aquell moment, el TLD ja no estava afiliat a USC-ISI i havia escindit l'empresa en una empresa independent, USMIR, que té la mateixa informació de contacte que la de la societat de responsabilitat limitada EP.net. L'accés al lloc web sense el subdomini "www" retornava una còpia del lloc principal d' EP.net
Alguns llocs web .um, com ara "hotel.um" i "co.um", van aparèixer després de l'obertura del registre TLD; tanmateix, a partir del 20 d'abril de 2008, el domini .um s'ha eliminat de la zona arrel del DNS . Sembla que la ICANN va prendre la mesura d'eliminar .um de l'arrel, ja que la USC-ISI ho va sol·licitar. No se sap si l'USMIR reemborsarà els propietaris de dominis. Segons l'informe de revocació del lloc web de l'IANA, el Departament de Comerç dels Estats Units ha aprovat la supressió i també ha instruït a la ICANN perquè no reassigni el domini sense l'aprovació prèvia del Departament de Comerç dels Estats Units.